# Дегендорф
Дегендорф (њем. Deggendorf) општина је у њемачкој савезној држави Баварска. Једно је од 26 општинских средишта округа Дегендорф. Према процјени из 2010. у општини је живјело 31.561 становника. Посједује регионалну шифру (AGS) 9271119.

## Географски и демографски подаци
Дегендорф се налази у савезној држави Баварска у округу Дегендорф. Општина се налази на надморској висини од 314 метара. Површина општине износи 77,2 km². У самом мјесту је, према процјени из 2010. године, живјело 31.561 становника. Просјечна густина становништва износи 409 становника/km².

## Међународна сарадња
| Мјесто        | Држава   | Врста сарадње | Од    |
| ------------- | -------- | ------------- | ----- |
|               | Чешка    | контакт       | 1990. |
| Боњхад        | Мађарска | пријатељство  | 1989. |
|               | Чешка    | контакт       | 1991. |
| Нојзидл ам Зе | Аустрија | партнерство   | 1978. |
| Извор         |          |               |       |